# Vulpes lagopus
El zorro ártico (Vulpes lagopus) o zorro polar es una especie de mamífero carnívoro de la familia de los cánidos que habita en madrigueras, generalmente en laderas, por toda la tundra.

## Hábitat y distribución
Los zorros árticos se distribuyen a lo largo de las tundras del norte de Eurasia y Norteamérica, incluidas muchas islas a las que llegaron en su día caminando sobre el hielo.

## Descripción

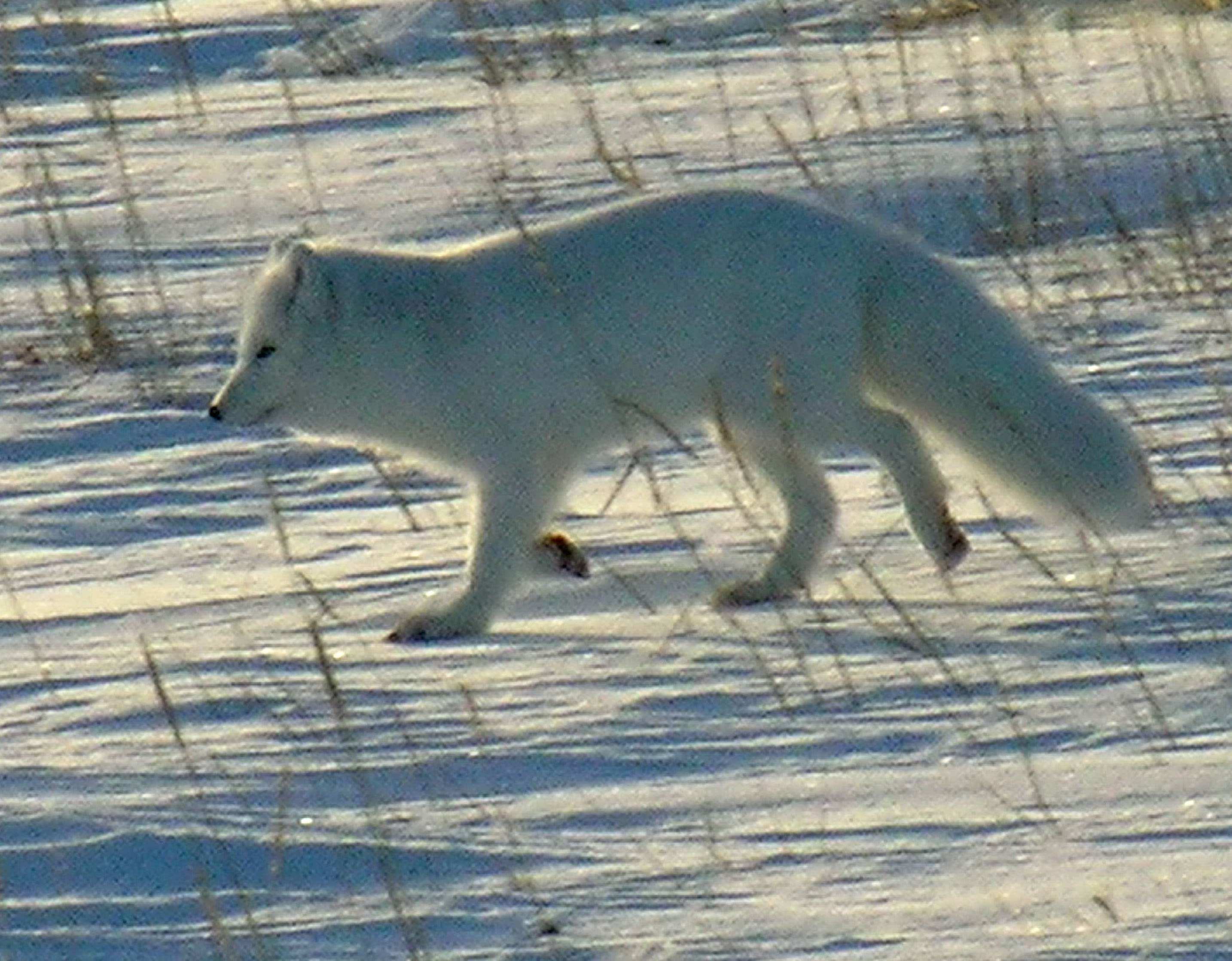
Un zorro ártico en Canadá, pelaje de invierno

El zorro ártico posee unas orejas pequeñas y una capa densa de pelo blanco que le permite subsistir y cazar a temperaturas extremas (de hasta -50 °C). En el verano, esta capa blanca de pelaje largo cambia por una capa pardo-grisácea de pelaje más corto. En Groenlandia se han documentado ejemplares de pelaje azulado, característica apreciada por los peleteros y potenciada por los criadores.
Los zorros árticos miden entre 35 y 55 cm de largo. El peso del macho es 3,5 kg de promedio, con un rango de 3,2 a 9,4 kg, y el de la hembra de 2,9 kg, con un rango de 1,4 a 3,2 kg.

## Comportamiento
Permanecen activos todo el año y son de los pocos animales que no hibernan o emigran a otras regiones durante el invierno. Suelen pasar sobre los bloques de hielo buscando ballenas varadas y carroña abandonada por los osos polares, a los que siguen durante días. Estos suelen ignorarlos, aunque se han dado casos de ataques de osos contra los zorros árticos. Si algún zorro polar es sorprendido por el deshielo estival a gran distancia de tierra firme, puede acabar en las fauces de un tiburón. En tierra sus depredadores más frecuentes son el lobo y el búho nival.

### Alimentación
Su principal alimento consiste en pequeños mamíferos y aves, siendo su principal presa el lemming. También consumen huevos y en ocasiones dan caza a los cachorros de focas. Frecuentemente se alimentan de la carroña dejada por carnívoros más grandes, como los osos polares. Cuando no encuentran carne, consumen bayas y algas.

### Reproducción
Esta especie se aparea en marzo, que es el mes cuando ya hay camadas de lemmings, que permitirán a la madre alimentarse mejor; esta, para el mes de mayo, habrá dado a luz una camada de cinco u ocho cachorros.
Durante el verano forman parejas monógamas que cuidan conjuntamente de las crías. En los lugares donde faltan los lemmings y otros pequeños mamíferos, como en Islandia, los zorros árticos se alimentan casi exclusivamente de aves marinas.

## Subespecies
Hay cinco subespecies:

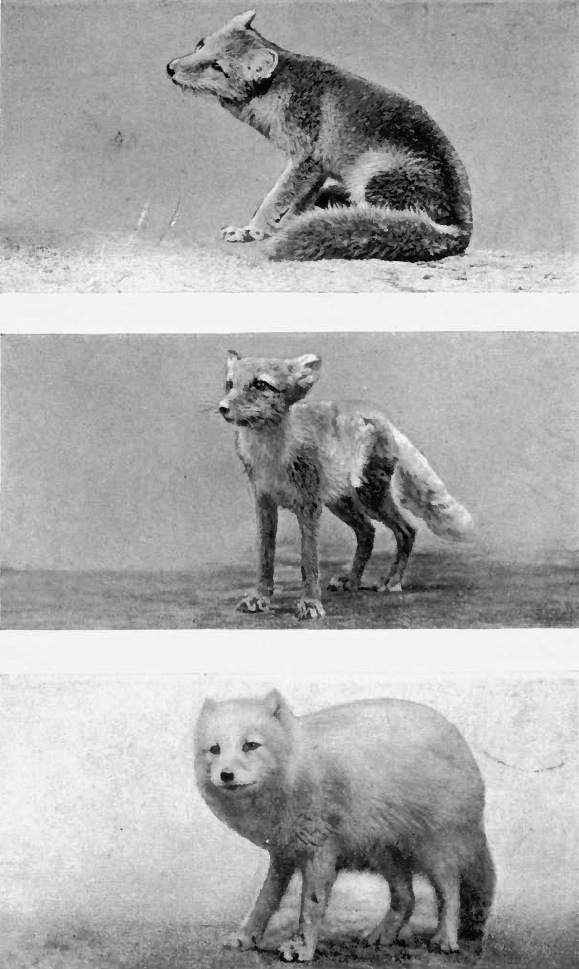
Muda del pelaje estacional, verano (arriba), invierno (abajo)

- Zorro ártico de Europa (península escandinava, Rusia), Vulpes lagopus lagopus
- Zorro ártico de las islas Bering, Vulpes lagopus beringensis
- Zorro ártico de Islandia, Vulpes lagopus fuliginosus
- Zorro ártico de las islas Pribilof, Vulpes lagopus pribilofensis
- Zorro ártico de Groenlandia, Vulpes lagopus foragorapusis